# DynamoL
DynamoL – drugi producencki album polskiego rapera i producenta muzycznego Rahima, znanego między innymi z występów w takich grupach jak 3-X-Klan, Paktofonika i Pokahontaz. Wydawnictwo ukazało się 5 listopada 2007 roku nakładem wytwórni muzycznej MaxFloRec. W ramach promocji zostały zrealizowane teledyski do utworów "Pod paznokciem", "Cyfroni", "SinuSoida" oraz "To samo".
Na płycie znalazło się 20 utworów, których produkcją zajął się właśnie Rahim. Zaprosił on na swój album wielu gości, głównie przedstawicieli śląskiej sceny. Najbardziej znani z nich to AbradAb, Śliwka Tuitam, Lilu, Miuosh, Fokus i Grubson. Na albumie nie ma żadnych skitów, za to pierwszy track to intro wykonane techniką beatboxu. Płyta jest bardzo zróżnicowana pod względem tekstowym, co zawdzięcza zaproszonym gościom.

## Lista utworów
Opracowano na podstawie materiału źródłowego.
| Nr | Tytuł             | Czas | Wykonawca            |
| -- | ----------------- | ---- | -------------------- |
| 1  | "Hmm" (Intro)     | 0:45 | Minix                |
| 2  | "SinuSoida"       | 2:54 | Śliwka Tuitam        |
| 3  | "Pod paznokciem"  | 3:04 | Lilu                 |
| 4  | "Siwyleń"         | 3:16 | Siwydym              |
| 5  | "Ta gra"          | 3:17 | AbradAb, Rah         |
| 6  | "Przesłuchanie 2" | 4:24 | Kams                 |
| 7  | "To samo"         | 3:48 | Miuosh               |
| 8  | "Mi mauo"         | 2:19 | Potok                |
| 9  | "Cyfroni"         | 3:17 | Pokahontaz           |
| 10 | "Produkcje"       | 3:32 | Grubson              |
| 11 | "Jedna miłość"    | 3:33 | Reno, Lilu           |
| 12 | "Czasem mam tak"  | 3:37 | Swobi                |
| 13 | "Uogień"          | 3:05 | Rah, Projektor       |
| 14 | "Popędy"          | 3:03 | Skorup               |
| 15 | "Się przedstawię" | 3:40 | Bu                   |
| 16 | "Bo człowiek.."   | 3:01 | Gruber, Banan, Rene1 |
| 17 | "Noraczej"        | 3:46 | Wesoła Familia Skład |
| 18 | "Nie ważne jak"   | 3:05 | Textyl               |
| 19 | "Strach się bać"  | 3:02 | Eljot                |
| 20 | "Freestyle"       | 5:09 | Majkel, Eskobar      |

| Edycja na płycie gramofonowej |
| --- |
| Strona A 1. Minix – "Hmm (Intro)" – 0:45 2. Śliwka Tuitam – "SinuSoida" – 2:54 3. Lilu – "Pod paznokciem" – 3:04 4. Reno & Lilu – "Jedna miłość" – 3:33 5. Siwydym – "Siwyleń" – 3:16 6. Grubson – "Produkcje" – 3:31 7. Pokahontaz – "Cyfroni" – 3:17 Strona B 1. dAb & Rah – Ta gra" (scratche DJ Bambus) – 3:17 2. Bu – "Sie przedstawie" (scratche DJ Bambus) – 3:40 3. Kams – "Przesłuchanie" (scratche DJ Bambus) – 4:24 4. "SinuSoida (Instrumental)" (scratche DJ Bambus) – 1:03 5. "Pod paznokciem (Instrumental)" (scratche DJ Bambus) – 0:54 6. "Jedna miłość (Instrumental)" (scratche DJ Bambus) – 0:53 7. "Siwyleń (Instrumental)" (scratche DJ Bambus) – 0:56 8. "Produkcje (Instrumental)" (scratche DJ Bambus) – 0:57 9. "Cyfroni (Instrumental)" (scratche DJ Bambus) – 0:55 10. "Ta gra (Instrumental)" (scratche DJ Bambus) – 1:06 11. "Vocal Cutz" (scratche DJ Bambus) – 1:04 |